# Dolors Montserrat i Montserrat
Dolors Montserrat i Montserrat   (Sant Sadurní d'Anoia, 18 de setembre de 1973) és una advocada i política catalana. Va ser ministra de Sanitat, Serveis Socials i Igualtat d'Espanya entre el 2016 i el 2018. Membre del Partit Popular Català, va ser diputada al Congrés dels Diputats, des del 2008 fins al 2019, d'on en va ser la vicepresidenta tercera (2011-16).
Tot i conèixer la realitat lingüística de Catalunya, va treballar activament perquè el català no pogués ser oficial a la Unió Europea.

## Biografia
Nascuda a Barcelona el 18 de setembre de 1973, és oriünda de Sant Sadurní d'Anoia (Alt Penedès). Mare soltera, és filla de la també política del Partit Popular Català, Dolors Montserrat i Culleré.
És llicenciada en Dret per la Universitat Abat Oliba CEU de Barcelona. Va cursar l'últim curs de la carrera de Dret a la Università degli Studi di Ferrara (Itàlia) gràcies al programa Erasmus. Va realitzar un màster de l'Escola Pràctica Jurídica del Col·legi d'Advocats de Barcelona. Obtingué postgraus en Dret Urbanístic i Immobiliari (Universitat Pompeu Fabra), de Mediació Familiar i Negociació Contractual (Universitat de Barcelona), de Dret Immobiliari i Urbanístic (ESADE) i de Direcció d'Empreses Immobiliàries (IESE).
Exercí d'advocada entre 1997 i 2011, especialitzada en Dret civil, propietat i família. Entre els anys 1997 i 2004 va ser advocada inscrita al torn d'ofici.
Va iniciar la seva activitat política de la mà del Partit Popular a Sant Sadurní d'Anoia on va ser regidora de l'Ajuntament i portaveu del Grup Municipal Popular entre 2003 i 2015. Membre del Comitè Executiu del Partit Popular de Catalunya i d'Espanya, l'any 2012 va accedir a la Vicesecretaria d'Organització i Acció Social del PP català. És diputada al Congrés dels Diputats des de 2008, escollida a les eleccions generals de 2008, 2011, 2015 i 2016. Entre 2011 i 2016, durant la X Legislatura, va ser la vicepresidenta tercera del Congrés dels Diputats.
Fou presidenta de la Junta dels Joves Confrares del Cava de Sant Sadurní d'Anoia.
Quan al 2016 Mariano Rajoy va ser investit president del Govern d'Espanya per un segon mandat, va ser nomenada ministra de Sanitat, Serveis Socials i Igualtat d'Espanya. Va prendre possessió del càrrec el 4 de novembre de 2016.
La seva gestió integral al capdavant del ministeri de Sanitat, Serveis Socials i Igualtat va ser reprovada pel Congrés dels Diputats el 29 de maig de 2018.